# إرنست الكسندر كرويشانك
إرنست الكسندر كرويشانك هو عسكري ومؤرخ كندي، ولد في 29 يونيو 1853 في فورت إيري في كندا، وتوفي في 23 يونيو 1939 في أوتاوا في كندا.